# Jonas Hiller
Jonas Hiller (ur. 12 lutego 1982 w Felben-Wellhausen) – szwajcarski hokeista, reprezentant Szwajcarii, trzykrotny olimpijczyk.
Jego brat Simon (ur. 1984) także został hokeistą.

## Kariera
- HC Davos U20 (2000–2001)
- HC Davos (2001–2003)
  -  HC La Chaux-de-Fonds (2004)
- Lausanne HC (2003–2004)
- HC Davos (2004–2007)
- Portland Pirates (2007)
- Anaheim Ducks (2007–2014)
- Calgary Flames (2014-2016)
- EHC Biel (2016-2020)

Wychowanek SC Herisau. Przez kilka sezonów grał w rodzimej lidze NLA. W 2007 wyjechał do USA i został zawodnikiem Anaheim Ducks w NHL. W styczniu 2010 przedłużył kontrakt o cztery lata. Od lipca 2014 zawodnik Calgary Flames związany dwuletnim kontraktem. Od kwietnia 2016 był zawodnikiem EHC Biel. W marcu 2020 ogłosił zakończenie kariery.
W barwach Szwajcarii uczestniczył w turniejach mistrzostw świata w 2006, 2007, 2008, 2017 oraz zimowych igrzysk olimpijskich 2010, 2014, 2018.

## Sukcesy

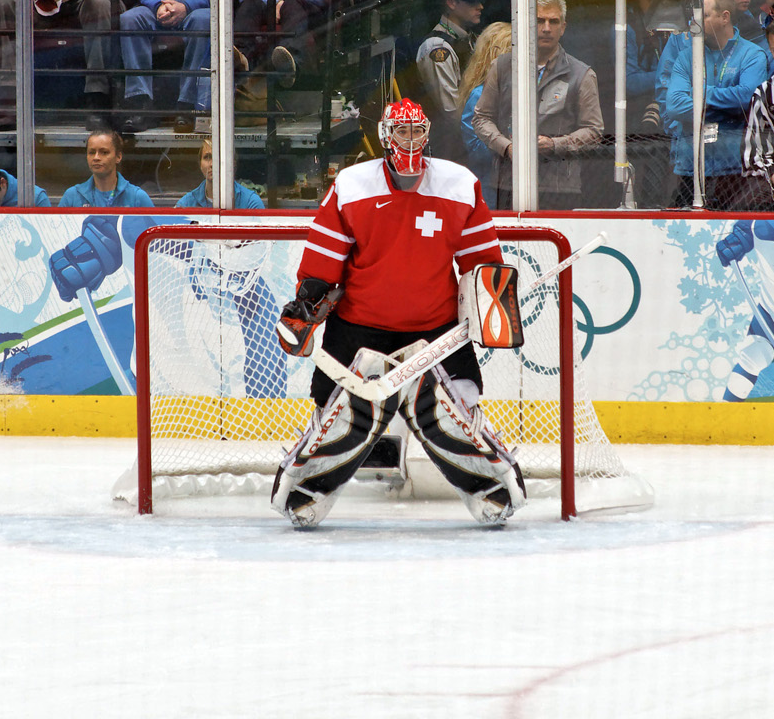
Jonas Hiller w barwach Szwajcarii na ZIO 2010

Klubowe
- Złoty medal mistrzostw Szwajcarii: 2002, 2005, 2007 z HC Davos
- Puchar Spenglera: 2004, 2006 z HC Davos
- Mistrz dywizji NHL: 2013 z Anaheim Ducks

Indywidualne
- NLA 2004/2005:
  - Najlepszy bramkarz sezonu
- Puchar Spenglera 2004:
  - Skład gwiazd turnieju
- Puchar Spenglera 2005:
  - Skład gwiazd turnieju
- Mistrzostwa Świata w Hokeju na Lodzie 2007/Elita:
  - Piąte miejsce w klasyfikacji skuteczności interwencji w turnieju: 91,02%
- NHL (2010/2011):
  - Czwarte miejsce w klasyfikacji skuteczności interwencji w turnieju: 92,4%
- NLA 2007/2008:
  - Najlepszy bramkarz sezonu
  - Najbardziej Wartościowy Zawodnik (MVP)
- NHL (2010/2011):
  - NHL All-Star Game
- Hokej na lodzie na Zimowych Igrzyskach Olimpijskich 2014 – turniej mężczyzn:
  - Drugie miejsce w klasyfikacji skuteczności interwencji w turnieju: 97,06%
  - Drugie miejsce w klasyfikacji średniej straconych goli na mecz w turnieju: 0,67
  - Pierwsze miejsce w klasyfikacji liczby straconych goli w turnieju: 2
  - Trzecie miejsce w klasyfikacji liczby meczów bez straty gola w turnieju: 2 w 3 spotkaniach
- NHL (2013/2014):
  - Trzecia gwiazda miesiąca - grudzień 2013
- Hokej na lodzie na Zimowych Igrzyskach Olimpijskich 2018 – turniej mężczyzn[6]:
  - Pierwsze miejsce w klasyfikacji skuteczności interwencji w turnieju: 95,60%
  - Pierwsze miejsce w klasyfikacji średniej goli straconych na mecz w turnieju: 1,14
  - Drugie miejsce w klasyfikacji meczów bez straty gola w turnieju: 1